# Esquina Negra
Esquina Negra es un paraje rural ubicado en las afueras del partido de La Plata, en la Provincia de Buenos Aires, Argentina.

## Toponimia
El paraje era conocido con el nombre de Esquina Negra desde incluso antes de la fundación de La Plata, y debe su nombre a una pulpería o "Esquina" (nombre dado coloquialmente a este tipo de instalaciones), ubicada en las afueras del lugar, cuyas paredes se encontraban ennegrecidas por la acción del tiempo.

## Historia
Por el año 1886, se comenzaron a instalar en la zona ferias de hacienda, destinadas a comercializar animales provenientes de las afueras de la provincia de Buenos Aires. Esta zona, era servida antiguamente por el ramal de la Compañía General de Ferrocarriles en la Provincia de Buenos Aires (CGBA) que cubría los 88 km del trayecto González Catán - Estación La Plata (KM 88) y el Puerto de La Plata, desde el 27 de julio de 1910. En el año 1953 se realiza un empalme de este ramal (ya estatizado) con el Ferrocarril Provincial de Buenos Aires (ramal La Plata al Meridiano V), conduciéndose el tráfico hacia el puerto por vías de este último. Las vías de la ex CGBA desde el Puerto de La Plata hasta el cruce a nivel con el ex FCPBA, al oeste de Esquina Negra se levantaron en los años cincuenta. De esta forma quedó abandonado por completo el edificio de la estación Esquina Negra y el tramo del ramal hacia La Plata (CGBA).

### Sismicidad
La región responde a las subfallas «del río Paraná», y «del río de la Plata», y a la falla de «Punta del Este», con sismicidad baja; y su última expresión se produjo el 5 de junio de 1888 (136 años), a las 3.20 UTC-3, con una magnitud aproximadamente de 5,0 en la escala de Richter (terremoto del Río de la Plata de 1888).
La Defensa Civil municipal debe advertir sobre escuchar y obedecer acerca de 
Área de
- Tormentas severas, poco periódicas, con Alerta Meteorológico
- Baja sismicidad, con silencio sísmico de 136 años